# Herrenwörth (Neuburg an der Donau)
Herrenwörth ist ein junger Stadtteil von Neuburg an der Donau, liegt etwa drei Kilometer vom Stadtkern entfernt und wurde von 1954 bis 1957 erstmals bebaut. Zuvor gab es hier nur zwei landwirtschaftliche Gehöfte, die auf der gegenüberliegenden Seite der Grünauer Straße in der weiten Flur standen. Der Stadtteil Herrenwörth ist als ein reines Wohngebiet konzipiert und auch geblieben; es ist kein amtlich benannter Ortsteil, wird jedoch als Stadtteil geführt. Der Ort liegt in der Gemarkung Neuburg. Zum 31. Dezember 2008 waren neun Nationen mit 640 Einwohnern registriert.

## Geschichte

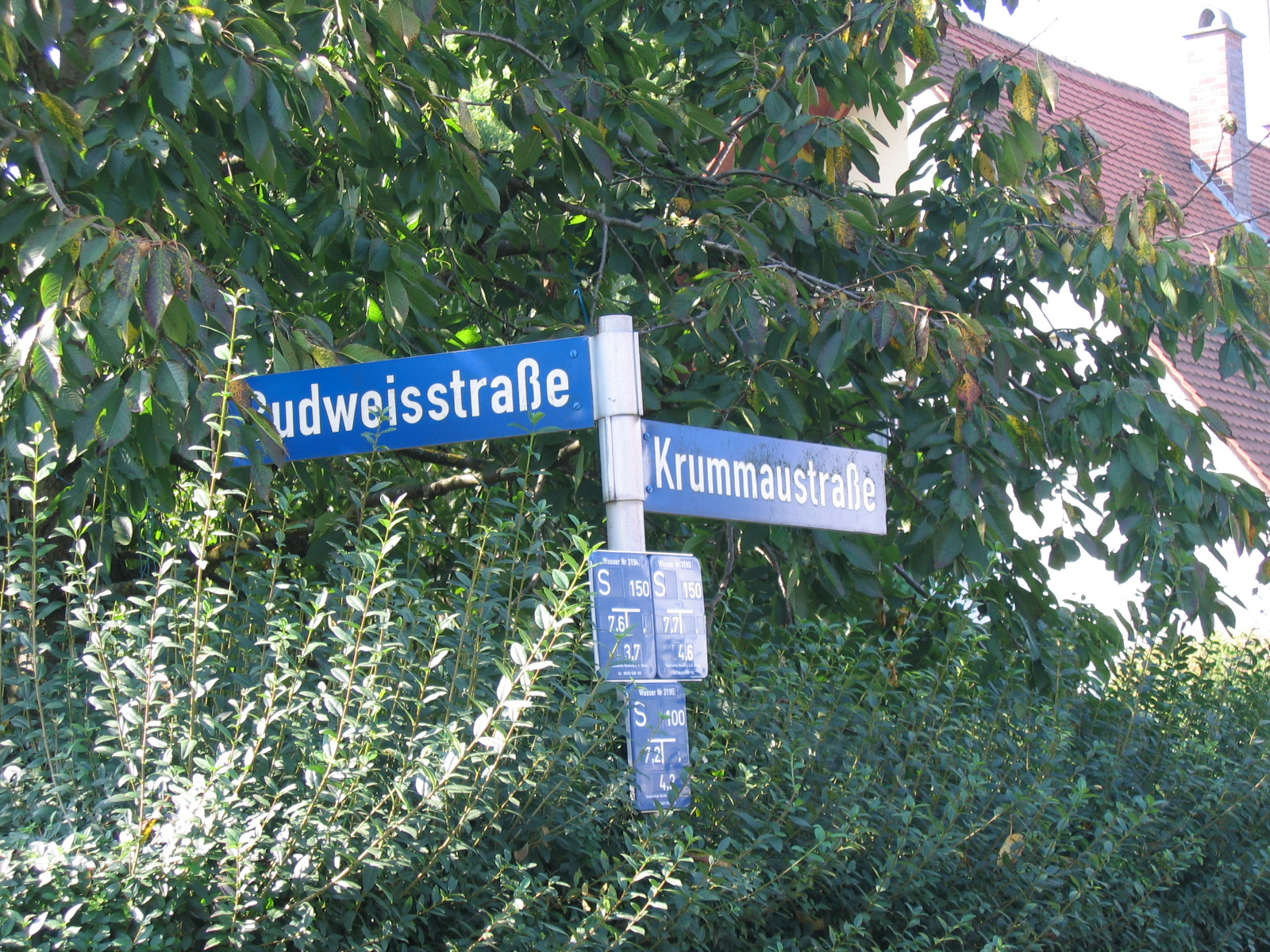
Straßennamen erinnern noch an die verlorene Heimat

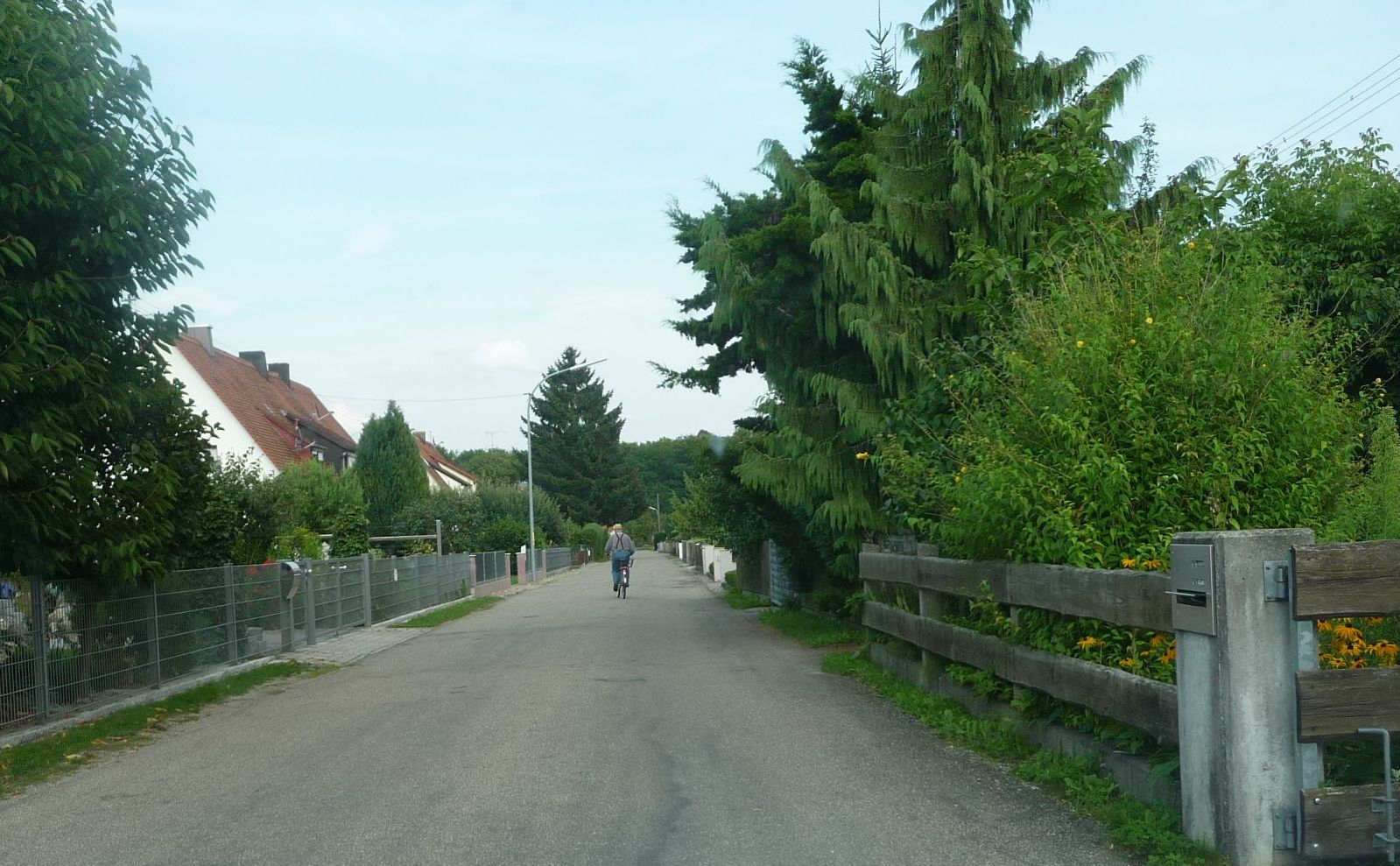
Herrenwörth – eine ruhige Wohnlage

Die Bezeichnung Herrenwörth geht auf den dortigen Flurnamen zurück. Einst war die Fläche ein Wiesengrundstück, das zum Hofgestüt Rohrenfeld gehörte. 1872 ist im Neuburger Anzeigenblatt das Gras der Herrenwörtherwiese an den Meistbietenden zur Versteigerung ausgeschrieben.
Einige Jahrzehnte später wurde das Areal als Großer Exerzierplatz für das 15. Infanterie-Regiment militärisch genutzt. Nach dem Zweiten Weltkrieg diente das Gelände erst als Schafweide, dann machte die Stadt Neuburg ein Baugelände von elf Hektar daraus. Es sollten vor allem heimatvertriebene Landwirte ein neues Zuhause finden. Sechs Einfamilienhäuser und 22 Doppelhäuser wurden in den Jahren 1954 bis 1957 geplant und gebaut. Die Bauplanung lag in den Händen der Bayerischen Landessiedlung in München.
Damals waren die Nahrungsmittel noch Mangelware und deshalb sollten sich die neuen Siedler selbst durch einen Zuerwerb auf die Beine stellen. Dazu gab es besondere Vorschriften. Siedler durfte hier ursprünglich nur werden, wer mindestens mehrere Jahre in der Landwirtschaft tätig war. Er war verpflichtet, in Herrenwörth Kleintiere, wie Schweine, Hühner, Gänse und Ziegen zu halten. Deshalb wurde diesen neuen Bürgern auch ein Nebengebäude mit Garten eingeplant und zugebilligt.
460 Personen waren die neuen Bürger von Herrenwörth, etwa 80 Prozent Heimatvertriebene aller Landsmannschaften, nur zwanzig Prozent Einheimische. Eigentlich wurde eine Verdoppelung der Bewohner angestrebt. Später wurde die Landwirtschaft im Nebenerwerb ad acta gelegt. Herrenwörth wurde noch weiter ausgebaut und zählte zum 31. Dezember 2008 nun 640 Einwohner aus neun Nationen. Straßennamen wie Altvater-, Budweis- oder Prachatitzstraße erinnern noch an die einstige Heimat.

## Justizvollzugsanstalt

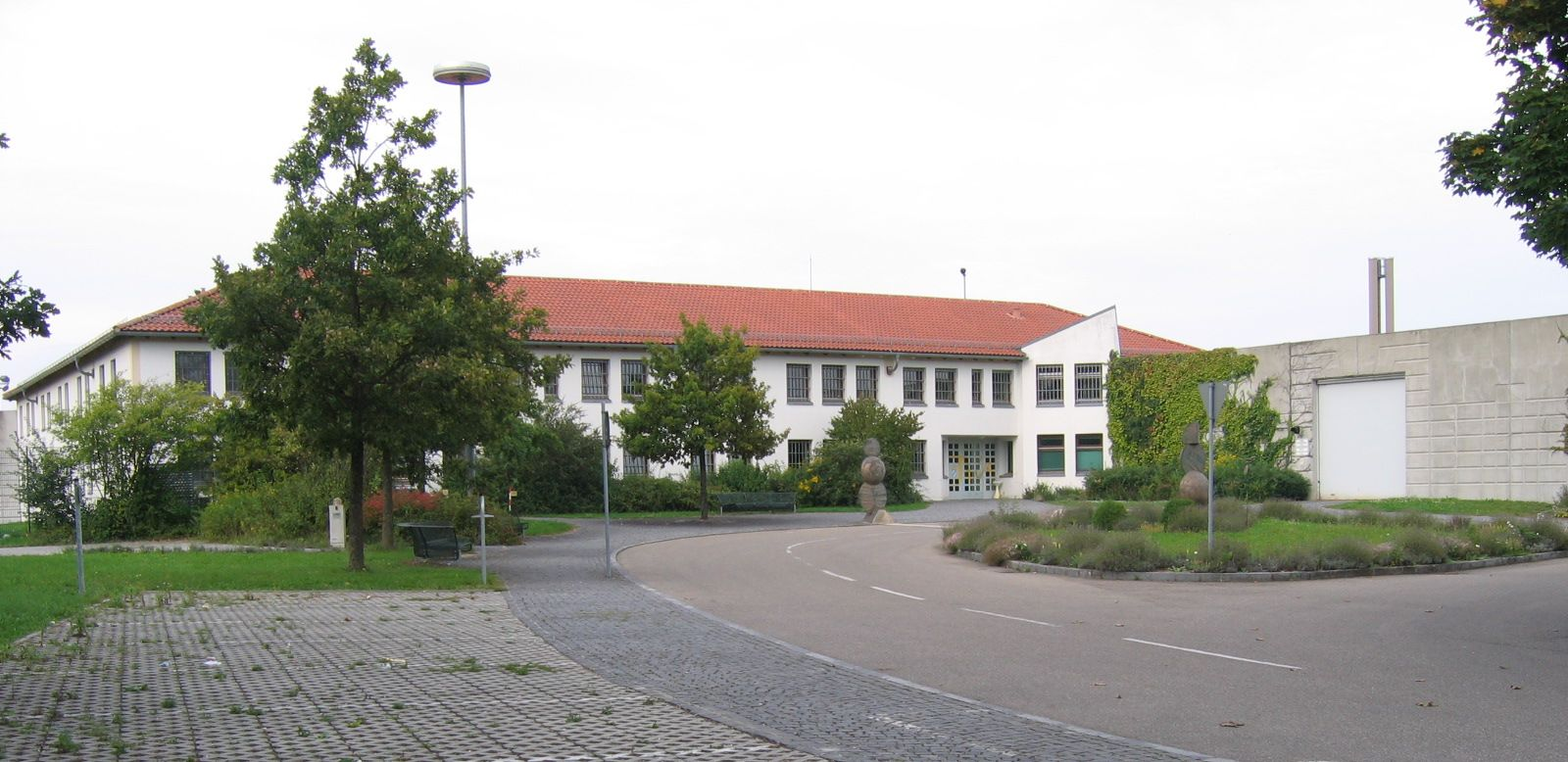
Die Justizvollzugsanstalt Neuburg-Herrenwörth

In den Jahren 1985 bis 1990 wurde in Herrenwörth die Justizvollzugsanstalt Neuburg-Herrenwörth errichtet. Auf 54 Millionen Mark wurde das Bauvolumen beziffert, zugleich gab dies 125 neue Arbeitsplätze.
Am 24. Juli 1985 legten die Behördenvertreter den Grundstein für das Bauvorhaben, unter ihnen der damalige bayerische Justizminister August Lang. Zur Erinnerung an dieses historische Ereignis kamen die Tageszeitungen „Neuburger Rundschau“, „Süddeutsche Zeitung“ sowie der „Donaukurier“ mit einer Urkunde in eine Kupferhülle. Nach einer Bauzeit von knapp fünf Jahren belegten im März 1990 erstmals Strafgefangene das Gebäude.